# Piljenice
Piljenice is een plaats in de gemeente Lipovljani in de Kroatische provincie Sisak-Moslavina. De plaats telt 429 inwoners (2001).